# 美浜町立河和中学校
美浜町立河和中学校（みはまちょうりつ こうわちゅうがっこう）は、愛知県知多郡美浜町にある公立中学校。

## 概要
- 美浜町立河和小学校校区、美浜町立布土小学校校区の生徒が通学する[1]。
- 旧・知多郡河和町の中学校であった。

## 沿革
- 1947年（昭和22年）4月 - 河和町立河和中学校として開校する。河和中部小学校の校舎の一部を本校とし、布土小学校と河和南部小学校に分教場を設置する。
- 1948年（昭和23年）6月 - 現在地に移転する。校舎は旧・河和海軍航空隊の兵舎を転用する。各分教場を廃止する。
- 1952年（昭和27年） - 校舎を新築する。
- 1953年（昭和28年） - 校舎を増築する。
- 1954年（昭和29年） - 校舎を増築する。
- 1955年（昭和30年） - 校舎を増築する。
- 1955年（昭和30年）4月1日 - 河和町と野間町が合併し、美浜町が発足する。同時に美浜町立河和中学校に改称する。
- 1959年（昭和34年） - 本館が完成する。
- 1963年（昭和38年） - 体育館が完成する。
- 1969年（昭和44年） - プールが完成する。
- 1979年（昭和54年） - 新校舎（鉄筋コンクリート造。現在の北館）が完成する。
- 1986年（昭和61年） - 南館が完成する。
- 1993年（平成5年） - 新体育館が完成する。

## 交通アクセス
- 名鉄河和線河和駅下車、徒歩約25分。
- 巡回ミニバス「自然号」東部コース「河和中学校西」バス停より徒歩すぐ。
- 知多乗合師崎線「南河和」バス停より徒歩約7分。
- 海っ子バス豊浜線「南河和」バス停より徒歩約7分。

## 周辺施設
- 美浜町立河和小学校
- 河和港
- 河和海水浴場

## 統合計画
- 少子化、施設の老朽化もあり、美浜町の全ての小学校（5校）と中学校（2校）を統合し、小中一貫校に再編する計画である。小中一貫校は日本福祉大学美浜キャンパスの敷地内に設置され、2028年4月の開校予定である。